# Valérie Kaprisky
Valérie Kaprisky (Neuilly-sur-Seine, 19 augustus 1962) is een Frans actrice. Ze werd geboren als Valerie Chérès. Kaprisky is de geboortenaam van haar Poolse moeder. Ze is langs vaderskant van Turkse en Argentijnse afkomst.
Toen ze acht jaar was, verhuisde haar familie naar Cannes, waar ze het filmfestival van Cannes ontdekte en besloot om actrice te worden. Op 17-jarige leeftijd trok ze naar Parijs, waar ze secundair onderwijs volgde en 's avonds les volgde op de Cours Florent acteerschool.
Ze speelde in een Franse erotische film, Aphrodite. Daarna maakte ze in 1983 haar debuut in Amerika met de hoofdrol naast Richard Gere in Breathless, een remake van de Franse klassieker À bout de souffle uit 1960.
Tevens verscheen ze in La femme publique (1984) van Andrzej Żuławski, waarvoor ze in 1985 een nominatie Beste Actrice kreeg voor de filmprijs César.

## Filmografie
- 1981: Le Jour se lève et les conneries commencent
- 1981: Les Hommes préfèrent les grosses : een vriendin van Éva
- 1981 : Brantôme 81: Vie de dames galantes van José Bénazéraf
- 1982: Une glace avec deux boules ou je le dis à maman van Christian Lara : Marie, de vriendin van Vanessa
- 1982: Aphrodite van Robert Fuest: Pauline
- 1982: Légitime violence van Serge Leroy : Nadine  1982
- 1983: Breathless : Monica Poiccard
- 1984: La femme publique: Ethel
- 1984: L'Année des méduses: Chris
- 1986: La Gitane : Mona
- 1988: Mon ami le traître : Louise
- 1989: Stradivari : Francesca
- 1991: Milena : Milena Jesenska
- 1991: L'Amérique en otage (TV) : Zaleh
- 1993: La Fine è nota : Maria Manni
- 1994: Mouvements du désir : Catherine
- 1995: Noël et après (TV) : Nicole
- 1995: Dis-moi oui... van Alexandre Arcady : Nathalie
- 1997: L'Enfant du bout du monde (TV) : Alice Valère
- 1997 : Glam de Josh Evans : Treasure
- 1998: La Dernière des romantiques (TV) : Lise Marie
- 1998: Il Tesoro di Damasco (TV) : Marie
- 1999: Brigade des mineurs (TV) : Laurence Dorlaville
- 2000: Toute la ville en parle (TV) : Fabienne Serrant
- 2002: Sentiments partagés (TV) : Lisa
- 2003: Fenêtre sur couple : Fany
- 2003: Une place parmi les vivants : Maryse
- 2003: L'Acqua... il fuoco : Iris
- 2004: L'Homme de mon choix (TV) : Camille Rozières
- 2004: Moitié-moitié (TV) : Elizabeth Da Silva
- 2005: Mon petit doigt m'a dit... : Françoise Blayes
- 2005: Jaurès, naissance d'un géant (TV) : Louise
- 2005: Galilée (TV) : Marina
- 2007: Le Cœur des hommes 2 : Jeanne
- 2007: Le Clan Pasquier (TV) : Lucie
- 2012: Joséphine, ange gardien TV (1 aflevering: "Yasmina")
- 2014: Salaud, on t'aime : Francia